# Gymnopleurus tuxeni
Gymnopleurus tuxeni är en skalbaggsart som beskrevs av Rudolph Petrovitz 1955. Gymnopleurus tuxeni ingår i släktet Gymnopleurus och familjen bladhorningar. Inga underarter finns listade i Catalogue of Life.